# Phlaeoba angustidorsis
Phlaeoba angustidorsis är en insektsart som beskrevs av Bolívar, I. 1902. Phlaeoba angustidorsis ingår i släktet Phlaeoba och familjen gräshoppor.

## Underarter
Arten delas in i följande underarter:
- P. a. longipennis
- P. a. angustidorsis